# حميد الزعابي
حميد الزعابي (مواليد 29 أغسطس 1998) لاعب كرة قدم إماراتي يجيد اللعب في الدفاع.
مثل نادي اتحاد كلباء في الفئات السنية و أعير إلى نادي مسافي في صيف 2020 .